# Basing Street Studios
Basing Street Studios fueron unos estudios de grabación ubicados en una antigua capilla del siglo XVII en Basing Street, en el distrito londinense de Notting Hill. Creados originalmente en 1969 como Island Studios por Chris Blackwell, el fundador de Island Records, los estudios también albergaron las oficinas de la compañía discográfica hasta 1973. En 1975 tomaron el nombre de Basing Street Studios. Durante la década de 1970, los estudios albergaron numerosas grabaciones notables de artistas como Bob Marley, Led Zeppelin, Jethro Tull, Traffic y Dire Straits. En 1982, los propietarios de los Sarm Studios, Jill Sinclair y Trevor Horn, adquirieron los estudios y los rebautizaron como Sarm West.

## Historia
En 1969, el cofundador de Island Records, Chris Blackwell, y los directores de la compañía, David Belleridge y John Leftly, adquirieron una iglesia desconsagrada del siglo XVII ubicada en Basing Street, en el área de Ladbroke Grove en Notting Hill, al oeste de Londres para establecer las nuevas oficinas de la compañía y construir dos salas de grabación. Para la construcción de los estudios, se utilizó una estructura de hormigón dentro de la sala interior para evitar la transmisión de sonido dentro del edificio. La sala que albergó el Estudio 1 tenía 200 m2, con techos de 6 metros de altura y era lo suficientemente grande como para acomodar a 80 músicos. El Estudio 2, más pequeño, estaba ubicado en el sótano del edificio y tenía 100 m2. El estudio de Basing Street fue uno de los primeros en Londres en tener una grabadora de 16 pistas que Blackwell encargó al ex director técnico de Olympic Studios, Richard "Dick" Swettenham.
Stephen Stills grabó la mayor parte de su álbum debut en solitario homónimo en los nuevos estudios en 1970, con contribuciones de Eric Clapton, Jimi Hendrix, Cass Elliot y Ringo Starr. En diciembre del mismo año, Led Zeppelin grabó partes de Led Zeppelin IV en el Estudio 2, incluyendo temas como "Black Dog" y "Stairway to Heaven", al mismo tiempo que Jethro Tull grababa su álbum Aqualung en el Estudio 1.
Black Sabbath completó su álbum de 1970, Paranoid, incluida la grabación de su canción principal y volvió al estudio al año siguiente para grabar su continuación, Master of Reality. Traffic grabó partes de John Barleycorn Must Die en 1970, regresando al año siguiente para grabar The Low Spark of High Heeled Boys. Jeff Beck grabó Rough and Ready en 1971. El mismo año, Mott the Hoople grabó Wildlife y regresó al año siguiente para grabar Brain Capers. En 1973, los Eagles grabaron el álbum Desperado.
Los estudios agregaron un camión de grabación móvil en 1972, y Genesis lo usó para grabar su álbum de 1974 The Lamb Lies Down on Broadway.
Entre las canciones grabadas en los Island Studios, destacan "Without You" de Harry Nilsson, "After Midnight" de Eric Clapton, "All Right Now" de Free, "Peace Train" de Cat Stevens y "Many Rivers to Cross" de Jimmy Cliff. Otros artistas que grabaron en Island Studios incluyen a Paul McCartney, John Martyn y Brian Eno.
En 1975, los estudios pasaron a llamarse oficialmente Basing Street Studios y se pusieron bajo la dirección del productor Muff Winwood.
En 1977, durante su exilio autoimpuesto de 14 meses de Jamaica, Bob Marley se instaló en un apartamento arriba del estudio grabando el álbum Exodus.
En 1978, Dire Straits grabó su álbum debut homónimo en Basing Street Studios. Otros artistas que grabaron en Basing Street Studios incluyeron Fairport Convention, Roxy Music, Sparks y Joan Armatrading.